# Germán III de Stahleck
Germán (III) de Stahleck (h. 1128 - Ratisbona, 20 de septiembre de 1156) fue conde palatino del Rin de 1142 a 1155.

## Familia
Germán (III) de Stahleck fue hijo único del conde Goswin de Stahleck y de Lutgarda de Hengebach, viuda del conde Enrique I de Katzenelnbogen. Fue de hecho el medio hermano de Enrique II de Katzenelnbogen destituido de condado en 1138 por Conrado III.
Por su matrimonio con Gertrudis de Suabia, hija del duque Federico I de Suabia, Germán era cuñado del rey Conrado III del Sacro Imperio Romano Germánico y el tío Federico Barbarroja.

## Reinado
Germán heredó de su padre el título y la posesión del condado de Bildhausen , hoy en día un barrio de Münnerstadt, de Höchstadt an der Aisch y sobre el Rin del castillo de Stahleck, sobre Bacharach, al que dio su nombre.
En 1142 se le enfeudó con el Palatinado del Rin, por su cuñado que le precedió como titular, Enrique II de Austria de la Casa de Babenberg que había recibido la margraviato de Austria. Su elección prevaleció sobre las pretensiones de los parientes de los predecesores de Enrique en particular del conde Otón de Salm-Rheineck llamado «el Joven», que hizo prisionero en 1148 y estranguló al año siguiente en su castillo de Schönburg junto a Oberwesel. 
En 1147-1148 Germán participó en la cruzada de los wendos. A pesar de los conflictos violentos con Arnoldo de Selenhofen el príncipe elector de Maguncia que le condujeron dos veces a la excomunión, a largo plazo sus relaciones con Federico I parece que fueron bastante buenas hasta que el emperador regresó de Italia condenado en la dieta imperial de Worms en 1155 por sus violaciones de la paz pública, su tío y sus partidarios de una pena humillante el Hundetragen que consistía en llevar sobre los hombros un perro durante dos leguas.
Germán, deshonrado, se retiró entonces a la abadía de Ebrach. Fue inhumado en el monasterio de Bildhausen que había fundado con su esposa y ricamente dotado. Tras su muerte sin heredero Federico Barbarroja dio el condado palatino a su medio hermano Conrado I del Palatinado.

## Fuente de la traducción
- Esta obra contiene una traducción  derivada de «Hermann von Stahleck» de Wikipedia en alemán, concretamente de esta versión, publicada por sus editores bajo la Licencia de documentación libre de GNU y la Licencia Creative Commons Atribución-CompartirIgual 4.0 Internacional.

| Predecesor: Enrique de Babenberg | Conde palatino del Rin 1142-1155 | Sucesor: Conrado I del Palatinado |

- Datos: Q216359